# Arctium nothum
Arctium nothum là một loài thực vật có hoa trong họ Cúc. Loài này được (Ruhmer) J.Weiss mô tả khoa học đầu tiên năm 1897.